# 沖縄県農業協同組合

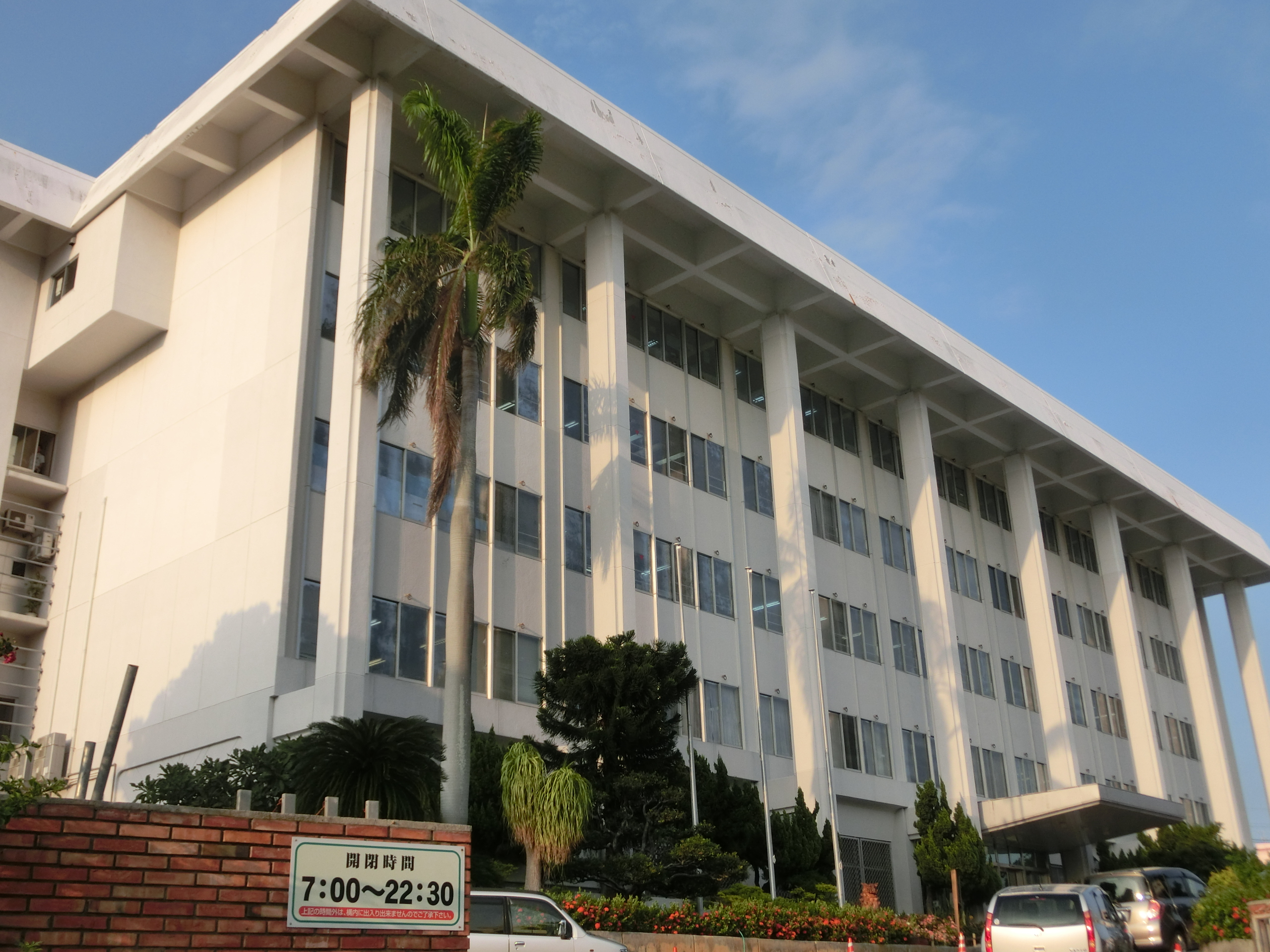
移転前の旧本店

沖縄県農業協同組合（おきなわけんのうぎょうきょうどうくみあい、英称：JA Okinawa ）は、沖縄県那覇市壺川に本部があり、沖縄県全域をカバーする農業協同組合である。通称はJAおきなわ。

## 概要
沖縄県の農業協同組合は本土復帰後に日本の農協組織に組み込まれたが、島々が多く市町村単位では規模が小さく、また病害虫の本土蔓延を防ぐための“輸出”規制があったことから、苦しい経営が長く続いていた。
その後、一部病害虫の“根絶”による“輸出”規制緩和や、全国的なJA再編の流れを受け、奈良県に次ぐ全県単一農協の実現を目指し、順次統合が進められた。そして2002年に、一連の再編を完了した。
全県単一化したことで、経営が効率化され収益が幾分改善されるとともに、沖縄県産農産物の本土展開を積極的に進めるようになっている。但し、まだ一部の農産物については、病害虫蔓延防止を目的とした法規制により、県内での流通にとどめられている。そのため、当該商品はJAのインターネット通販サイトに出品できずにいる。
なお、沖縄県共済農業協同組合連合会（JA沖縄共済連）は、JA共済連自体が独自に全国一斉統合を行ったことからこの再編には加わらず、その沖縄県本部となっているほか、沖縄県農業協同組合中央会（JA沖縄中央会）は、他県との整合性もあり現存し、上位団体となっている。

### 沿革
- 2002年4月1日 - 県下27（52支店）のJAを統合して発足。

※27農業協同組合（やんばる・伊江村・伊平屋村・伊是名村・ゆいな・沖縄市コザ・サンライズ・宜野湾市・浦添市・首里・真和志・小禄・豊見城村・糸満市・おきなん・島尻東・南風原町・津嘉山・久米島・渡嘉敷村・栗国村・南大東村・北大東村・宮古郡・下地町・伊良部町・八重山郡）が合併。与那国町農業協同組合は債務超過により、同年3月31日に沖縄県信用農業協同組合連合会（2005年にJAおきなわに統合）へ事業を譲渡して解散したため、統合には加わっていない。
- 2005年8月20日 - 沖縄県信用農業協同組合連合会（JA沖縄信連）・沖縄県経済農業協同組合連合会（JA沖縄経済連）と統合し、再編を完了。
- 2008年6月2日 - 沖縄ファミリーマートとフランチャイズ契約を結んだ店舗「ファミリーマートJA東風平店」を開店。JAが運営するコンビニは県内初。（2018年5月で閉店）
- 2018年1月22日 - 那覇市壺川に建築中だった新JA会館が竣工、楚辺の旧会館より移転。

## 支店・出張所等一覧

### 沖縄本島北部
1992年4月から合併直前の2002年3月まで離島を除く全域がやんばる農協（JAやんばる）だった。
名護市
- 名護支店（JAやんばる統一まで名護農協）
  - 屋部出張所（JAやんばる統一まで屋部農協、2020年10月に名護支店に統合されATMのみ残る）[2]
- 羽地支店（JAやんばる統一まで羽地農協）
（羽地地区や屋我地島にはかつては10ヶ所以上も小さな農協があり、1980年代までに羽地農協に合併され、支店・出張所として残っていたが、JAやんばる統一後すべて廃止され、ATMが一部残るのみとなった）
- 久志支店（JAやんばる統一まで久志農協）
  - 辺野古出張所（2020年10月久志支店内に移転、事実上の統合となりATMのみ残る）[2]

その他の町村
- 国頭支店（国頭村、JAやんばる統一まで国頭農協）
- 大宜味支店（大宜味村、JAやんばる統一まで大宜味農協）
- 東支店（東村、JAやんばる統一まで山原東農協）
- 今帰仁支店（今帰仁村、JAやんばる統一まで今帰仁農協）
- 本部支店（本部町、JAやんばる統一まで本部農協）
- 宜野座支店（宜野座村、JAやんばる統一まで宜野座農協）
- 金武支店（金武町、JAやんばる統一まで金武農協）
  - 並里出張所（2020年10月金武支店に統合）[2]
  - 伊芸出張所（2019年2月金武支店に統合）[3]
- 恩納支店（恩納村、JAやんばる統一まで恩納農協）
  - 山田出張所（2020年10月に恩納支店に統合、ATMのみ残る）[2]

周辺離島
- 伊江支店（伊江村、合併前はJA伊江村）
- 伊是名支店（伊是名村、合併前はJA伊是名村）
- 伊平屋支店（伊平屋村、合併前はJA伊平屋村）

### 沖縄本島中部
沖縄市
合併前は、コザ・越来・諸見支店が沖縄市コザ農協（JA沖縄市コザ）、美里・登川・高原支店がゆいな農協（JAゆいな）だった（後者はJAゆいな統一前は沖縄市美里農協だった）
- コザ支店（合併前はJA沖縄市コザ本店）
  - 越来支店（2021年5月にコザ支店に統合）
  - 諸見支店（2020年10月コザ支店に統合）[2]
- 美里支店（合併前はJAゆいな、JAゆいな統一前は沖縄市美里農協のそれぞれの本店だった）
  - 登川支店
  - 高原支店（2020年10月に美里支店に統合）[2]

うるま市
合併前は全域がゆいな農協（JAゆいな）だった
- 具志川支店（JAゆいな統一前はJA具志川）
  - 豊原支店（2022年7月具志川支店に統合と同時によりそいプラザ豊原支店に変更、ATMのみ残る）
  - 平良川出張所（現在は廃止）
  - 赤道支店（2022年7月に具志川支店に統合）
- 石川支店（JAゆいな統一前はJA石川）
  - 伊波支店（2021年5月に石川支店に統合）
- 与那城支店（JAゆいな統一前はJA与那城）
- 勝連支店（JAゆいな統一前はJA勝連）
  - 平敷屋出張所（現在は廃止）

読谷村
合併前はゆいな農協（JAゆいな）、統一前は読谷農協（JA読谷）だった
- ゆんた支店
  - 読谷支店（2021年5月にゆんた支店に基幹支店ごと統合、かつてはJA読谷の本店→JAゆいなの支店だった）
  - 比謝出張所（JAゆいなまでは南部出張所だった）
  - 楚辺出張所（2020年10月ゆんた支店に統合）[2]

嘉手納町
合併前はゆいな農協（JAゆいな）、統一前は嘉手納農協（JA嘉手納）だった
- 嘉手納支店
  - 新町出張所（現在は廃止）

北谷町
- 北谷支店（合併前はJAゆいな北谷支所、統一前はJA北谷）

宜野湾市
合併前は宜野湾農協（JA宜野湾）だった
- 宜野湾支店（合併前はJA宜野湾本社だった）
- 普天間支店
  - 我如古支店
- はごろも支店
  - 真志喜支店（2014年3月はごろも支店に統合）
  - 大山支店（2020年10月はごろも支店に統合と同時によりそいプラザ大山支店に変更、ATMのみ残る）[2]
  - 伊佐支店（2020年10月はごろも支店に統合）[2]
- 愛知支店
- 真栄原支店

北中城村
合併前はサンライズ農協（JAサンライズ）、JAサンライズ統一前は北中城農協だった
- 北中城支店（JAサンライズ統一までは北中城農協本店だった）
  - 島袋営業所（2020年10月廃止）[2]
  - 渡口営業所（2019年6月に北中城支店に統合）[4]

中城村
- 中城支店（合併前はJAサンライズ中城支所、JAサンライズ統一までは中城農協だった）

西原町
合併前はサンライズ農協（JAサンライズ）、JAサンライズ統一前は西原農協だった
- 西原支店（JAサンライズまで本社だった）
  - 坂田出張所（2020年10月西原支店に統合）[2]
  - 西原町与那城出張所（JAサンライズまでは与那城出張所だったが、現在は廃止）

浦添市
合併前は浦添農協（JA浦添）だった
- 浦添支店（JA浦添までは本店だった）
- 浦添市西原支店（JA浦添までは西原支店だった）
- 小湾支店
  - 沢岻支店（2022年7月に小湾支店に統合）
  - 内間支店（2022年7月に小湾支店に統合）
- 学園通り支店（2019年5月に以下の3支店を統合）
  - 屋富祖支店
  - 牧港支店
  - 伊祖支店

### 那覇市
那覇・真和志地区
合併前は真和志農協（JA真和志）だった。なお旧那覇地区には県庁や商業施設のATM以外、もともと農協の支店などはない（安謝はもともと真和志地域だったため）。JAおきなわ本店も旧真和志地区（ただし現在は那覇市役所本庁区域）にある。全県1JA統合に最後まで反対したのも真和志だった。
- 真和志支店（JA真和志までは本店だった）
  - 繁多川支店（2021年5月に真和志支店に統合と同時によりそいプラザ繁多川支店に変更、ATMのみ残る）
  - 与儀支店（2021年5月に真和志支店に統合）
- 国場支店
- 真嘉比支店
  - 大道支店（2018年6月に真嘉比支店に統合）[5]
- 安謝支店
- 上間支店
  - 真地支店（現在は廃止）

首里地区
合併前は首里農協（JA首里）だった
- 首里城下町支店（首里支店から名称変更、JA首里までは本店だった）
- 首里支店 (2013年7月に首里石嶺支店から名称変更)

かつては首里平良支店も存在したが、首里石嶺支店に統合された（統合と同時に首里支店に名称変更）。
小禄地区
合併前は小禄農協（JA小禄）だった
- 小禄支店（JA小禄までは本店だった）
- 高良支店
- 北小禄支店（JA小禄までは北支店だった）
- 鏡原支店（現在は廃止）

### 沖縄本島南部
豊見城市
合併前は豊見城村農協（JA豊見城）だった
- 豊見城支店（JA豊見城村までは本店だった）
- おなが支店（2018年11月に豊見城市役所内支店から移転、名称変更）
  - 真玉橋支店（2020年10月よりそいプラザ真玉橋支店に名称変更）[2]

糸満市
1992年4月～合併直前の2002年3月まで糸満市農協（JA糸満市）だった
- 糸満支店（JA糸満市時代に建設され、ここが本店だった）
  - 潮崎支店（2006年に糸満第一出張所から移転昇格したが、2020年10月糸満支店に統合）[2]
- 三和支店（2005年に真壁支店から改称、1989年までは真壁農協）

（かつて市内には兼城・高嶺・真壁・喜屋武・米須の地域ごとに農協があったが、1989年にまず高嶺・真壁・米須の3農協が合併、1992年に兼城・喜屋武が加わりJA糸満市となり、旧農協は支所として残った。しかし2005年に支店再編で6つあった支店は糸満・三和の2つとなり、残りの支店は廃止されATMが残るのみとなったが、2024年に兼城・高嶺・米須のJA糸満市統合前の旧農協時代からあったATMが廃止された）
八重瀬町
1996年4月～合併直前の2002年3月までおきなん農協（JAおきなん）だった
- 東風平支店（合併前はJAおきなん、JAおきなん統一まではJA東風平のそれぞれ本店だった）
  - あずま支店（以前は出張所。2018年5月までファミリーマート併設。2019年4月に東風平支店内に移転したのち8月に統合[7]、現在はセブンイレブン東風平JAおきなわ店）
- 具志頭支店（JAおきなん統一まではJA具志頭）

南風原町
- 南風原支店（合併までJA南風原町の本店だった）
- 南風原中部支店（合併まではJA南風原町・中部支所）
- 南風原町役場支店（合併まではJA南風原町・役場支所）
- 津嘉山支店（合併まではJA津嘉山の本店だった）

与那原町
- 与那原支店（合併まではJA島尻東与那原支所、JA島尻東統一前は与那原町農協）

南城市
2018年4月に南城市管内の4支店を再編し、大里支店を基幹支店とした南城支店が誕生した。
- 南城支店（2018年3月まで大里支店。2002年の合併までJAおきなん大里支所、1996年3月までJA大里村）
- 玉城支店（合併までJAおきなん玉城支所、1996年3月までJA玉城村）
- 佐敷支店（合併までJA島尻東、JA島尻東統一まで佐敷町農協のそれぞれ本店）
  - 知念支店（2021年5月に佐敷支店に統合と同時によりそいプラザ知念支店に変更、ATMのみ残る。2002年の合併までJA島尻東知念支所、JA島尻東統一まで知念村農協）
- 南城ハート支店

周辺離島
- 久米島支店（久米島町、合併までJA久米島本店）
  - 久米島具志川支店（久米島町、2002年の合併までJA久米島・具志川支店、2021年5月久米島支店に統合と同時によりそいプラザ久米島具志川支店に変更、ATMのみ残る）
- 渡嘉敷支店（渡嘉敷村、合併までJA渡嘉敷村）
- 粟国支店（粟国村、合併まではJA粟国村）
- 南大東支店（南大東村、合併まではJA南大東村）
- 北大東支店（北大東村、合併まではJA北大東村）

### 宮古地区
宮古島市
- 宮古島支店（2021年10月に平良支店、宮古支店、上野支店、下地支店、伊良部支店を統合して新設）[8]
  - 平良支店（2002年の合併までJA宮古郡の本店だったが、2021年10月に宮古島支店に統合）[8]
  - 宮古支店（2021年10月に宮古島支店に統合）[8]
  - 上野支店（合併までJA宮古郡の支店だったが、2021年10月に宮古島支店に統合と同時によりそいプラザ上野支店に変更、ATMのみ残る）[8][9]
  - 下地支店（合併までJA下地町の本店、2021年10月に宮古島支店に統合と同時によりそいプラザ下地支店に変更、ATMのみ残る）[8]
  - 伊良部支店（合併までJA伊良部町の本店、2021年10月に宮古島支店に統合と同時によりそいプラザ伊良部支店に変更。ATMのみ残る）[8][9]
    - 佐良浜出張所（2006年に支店から降格、2011年8月に当時の伊良部支店に統合）
- 城辺支店（合併までJA宮古郡の支店だった）

多良間村
- 多良間支店（合併までJA多良間村）

### 八重山地区
石垣市・竹富町
1994年4月1日に石垣市の石垣農協、大浜農協、竹富町の竹富町農協の3農協が合併し、八重山郡農協（JA八重山郡）が発足。石垣農協は本店、大浜農協は大浜支店となり、旧竹富町農協本店は廃止された。
- 八重山支店（石垣市、合併までJA八重山郡の本店、JA八重山郡統一までは石垣農協本店）
  - 西表東部業務取扱所（竹富町）
  - 波照間島業務取扱所（竹富町）
- 大浜支店（石垣市、JA八重山郡統一までは大浜農協本店）

与那国町
- 与那国支店（合併まではJA与那国町、2006年に営業所から昇格） - 旧与那国町農協が債務超過により経営破綻したため、当初は支店より下の営業所として引き継がれた。

## 家畜市場
- 黒島家畜市場（竹富町黒島）
- 八重山家畜市場（石垣市）
- 伊江家畜市場（伊江村）
- 今帰仁家畜市場（今帰仁村）
- 南部家畜市場（糸満市）
- 久米島家畜市場（久米島町）
- 宮古家畜市場（宮古島市）
- 多良間家畜市場（多良間村）[11]

南部家畜市場は牛と山羊、他の市場は牛のみの市場である。

## 製糖工場
- 伊江製糖工場（伊江村）[12]
- 伊平屋製糖工場（伊平屋村）[13]
- 伊是名製糖工場（伊是名村）[14]
- 粟国製糖工場（粟国村）[15]
- 小浜製糖工場（竹富町小浜島）[16]
- 与那国製糖工場（与那国町）[17]

## 物資輸送
かりゆし
沖縄県（特に先島諸島）から本土への子牛等の輸送にも輸送船が用いられる。2017年10月17日には、老朽化した琉球海運の輸送船「にらいかない」の代替として、沖縄県農業協同組合、琉球海運、セリ牛事故共助積立金運営委員会等で構成される家畜海上輸送協議会が、琉球海運の既存の貨物船を家畜輸送用に改造した家畜輸送船「かりゆし」（9,943総トン、全長154.07m）を就航させている。
農協やえやま
かつては、畜産物及び一般雑貨運搬のための貨物フェリー「農協やえやま」（1992年に琉球造船鉄工が建造。1996年引渡。54総トン、全長20.5m）を保有しており、八重山諸島各島で生産された子牛を出荷拠点である石垣島（石垣市）まで運搬するために不定期で運航していたが、老朽化のため2025年7月14日の運航を以て引退した。後継となる多機能型貨物輸送船は竹富町が新造する。

## 関連団体
子会社
- 沖縄協同ガス(株)
- (株)JAおきなわビジネスサービス
- (株)農協直販
- (株)JAおきなわAコープ
- (有)グリーンいとまん
- (株)沖縄県農協電算センター
- (株)くみき
- 第一農薬(株)
- (株)沖縄県食肉センター
- (株)サザンプラント
- 沖縄総合農産加工(株)

子法人等
- (株)農業生産法人くにがみ畜産

関連法人等
- (株)沖縄県鶏卵食鳥流通センター
- 沖縄協同青果(株)
- ゆがふ製糖(株)
- 琉球肥料(株)
- (株)宮古食肉センター
- 沖縄県くみあい生花(株)
- (株)しんれんリース
- 琉球通運(株)[24]